# Jueces 1
Jueces 1 es el primer capítulo del Libro de los Jueces, el séptimo libro de la Biblia hebrea o Antiguo Testamento, un texto sagrado en el judaísmo y el cristianismo. A excepción del primer Versículo, los eruditos han reconocido y estudiado durante mucho tiempo los paralelismos entre el capítulo 1 de Jueces y los capítulos 13 a 19 del precedente Libro de Josué. Ambos proporcionan relatos similares de la supuesta conquista de Canaán por los antiguos israelitas. Jueces 1 y Josué 15-19 presentan dos relatos de una conquista lenta, gradual y sólo parcial por parte de tribus israelitas individuales, empañada por derrotas, en marcado contraste con los capítulos 10 y 11 del Libro de Josué, que retratan una victoria rápida y completa de un ejército israelita unido bajo el mando de Josué. 

## Antecedentes a los capítulos 1-3
El libro de Josué concluye el relato de los orígenes de Israel como pueblo elegido por Dios, conducido hasta una tierra buena, cumpliendo así sus promesas. El libro de los Jueces inicia la historia del pueblo ya establecido en Canaán, conservando antiguas tradiciones sobre sus primeros años en esa tierra. Esta historia, que sigue en los libros de Samuel y Reyes, culmina con el exilio en Babilonia (siglo VI a. C.). Redactado tras el destierro, el libro interpreta los recuerdos de los inicios en la tierra prometida. Su prólogo (1,1–3,6) tiene dos partes: primero, se describe el asentamiento paulatino de las tribus (1,1–36); luego, se presenta la enseñanza central: Israel conservará la tierra si es fiel a Dios. Cuando se aparta, pierde su protección. Dios, sin embargo, muestra su fidelidad suscitando jueces que lo liberan, aunque el pueblo vuelve a caer una y otra vez en la infidelidad (2,1–3,6).
La catástrofe del exilio no fue por debilidad de Dios, sino por la infidelidad de Israel. Aun así, queda espacio para la esperanza: el Dios que tantas veces tuvo compasión puede volver a actuar. Así ocurrió cuando Ciro permitió el regreso de los deportados. Los relatos del libro reflejan violencia, infidelidad y desprecio por la vida, elementos aún presentes en el mundo actual. Estos textos invitan a reconocer la fidelidad de Dios en la historia y a vivir con confianza en su misericordia, manifestada plenamente en Cristo.

## Texto
Este capítulo fue escrito originalmente en Lengua hebrea. Está dividido en 36 Versículos.

### Testigos textuales
Algunos de los primeros manuscritos que contienen el texto de este capítulo en hebreo pertenecen a la tradición del Texto Masorético, que incluye el Códice de El Cairo (895), el Códice de Alepo (siglo X) y el Códice Leningradensis (1008). Fragmentos que contienen partes de este capítulo en hebreo fueron encontrados entre los Rollos del Mar Muerto incluyendo XJudges (XJudg, X6, 4QJudgc?; 50 AEC) con los versículos 10-12 existentes. 
Los manuscritos antiguos existentes de una traducción al griego koiné conocida como la Septuaginta (originalmente se hizo en los últimos siglos a. C.) incluyen el Codex Vaticanus ('B; {\displaystyle {\mathfrak {G}}}B; siglo IV) y Codex Alexandrinus (A; {\displaystyle {\mathfrak {G}}}A; siglo V). 

## Análisis

### Contenido

#### Resumen
Jueces 1 narra cómo la Tribu de Judá, que más tarde establecería el Reino de Judá meridional, tomó la iniciativa y tuvo más éxito en la conquista de tierras a los cananeos, mientras que especialmente las tribus que más tarde formaron el Reino de Israel septentrional experimentaron varios fracasos, al repeler los cananeos los ataques israelitas a sus ciudades.  Los versículos 17-36 de Jueces 1 incluyen una lista de ciudades cananeas que fueron o no capturadas como resultado de los fracasos y éxitos de las campañas militares de las diversas tribus israelitas en sus intentos de conquistar Canaán. En la mayoría de los casos de fracaso, Jueces 1 dice que las tribus israelitas sometieron más tarde a los cananeos a trabajos forzados. Según Jueces 2:1-5 y siguientes, el dios israelita Yahvé infligió las tribulaciones posteriores de Jueces a los israelitas (del norte) en parte porque no lograron extinguir por completo la raza cananea a pesar de su orden un tanto genocida de lo contrario.  En comparación con las otras tribus, los judaítas son retratados como conquistadores supremamente capaces, e incluso cuando Judá fracasa, se da una excusa: los ocupantes tenían carros de hierro. De ahí que muchos críticos bíblicos vean la lista como tendenciosa, y en parte propaganda deliberada, de un autor procedente del reino de Judá.

#### Tribus mencionadas
Una característica curiosa de la lista es que menciona once tribus israelitas, a saber, Kayin (los ceneos), Simeón, Judá, Caleb, Benjamín, Manasés, Efraín, Zabulón, Aser, Neftalí y Dan. Este conjunto de once no sólo está en contradicción con la idea tradicional de que había Doce Tribus de Israel, sino también con el hecho de que Kayin y Caleb nunca han sido reconocidos como hijos de Jacob, y tampoco aparecen en ninguna otra lista de tribus israelitas.  Jueces 1 no especifica el número total de tribus, ni menciona las tribus (normalmente incluidas) de Levi (la clase sacerdotal sin tierras), ni Isaacar, ni Gad, ni Rubén. El hecho de que los Recabitas y los Jerahmeelitas también se presenten como tribus israelitas en otras partes de la Biblia hebrea llevó a estudiosos como Max Weber (en Judaísmo antiguo) y Ronald M. Glassman (2017) a concluir que nunca hubo un número fijo de tribus. En cambio, la idea de que siempre hubo doce tribus debe considerarse parte del mito fundador nacional israelita: el número 12 no era un número real, sino un número ideal, que tenía un significado simbólico en las culturas del Cercano Oriente con sistemas de conteo duodecimal, del que entre otras cosas deriva el moderno reloj de 12 horas. 

#### Conquista de Jerusalén
Otro rasgo inusual es la conquista de Jerusalén descrita en Jueces 1:7-8: los judaítas capturan a Adoni-Bezek y lo llevan a Jerusalén, todos los que estaban allí fueron asesinados y la ciudad quemada hasta los cimientos. En cambio, Jueces 1:21 afirma que Jerusalén no ha sido conquistada y que contiene jebuseos hasta el día de hoy (confirmado por Josué 15:63). Jueces 19:11-12 afirma de nuevo que es una ciudad de jebuseos, sin israelitas. Más adelante, en 2 Samuel 5:6-10, el David incluso tuvo que capturar Jerusalén a los jebuseos para convertirla en su capital.  A lo largo de los siglos, varias ediciones cristianas de la Biblia trataron de resolver este problema de numerosas maneras, incluyendo la insinuación de que el Versículo 8 se refería a un exitoso ataque anterior de los judaítas a Jerusalén, pero que la ciudad se perdió de nuevo ante los jebuseos más tarde; o que el Versículo 8 simplemente describe un asedio, no una captura; o que los judaítas sólo se apoderaron de la parte civil de la ciudad, pero los jebuseos resistieron en el castillo o fortaleza de Jerusalén hasta que David finalmente la tomó.
Mientras que Josué 5:13-6:27 narra la Batalla de Jericó como la icónica primera victoria en la conquista de Canaán, Jueces 1 ni siquiera menciona Jericó, aunque algunas traducciones bíblicas identifican la «Ciudad de las Palmeras» mencionada en Jueces 1:16 con Jericó. Aun así, el Versículo no indica que la ciudad fuera tomada por la fuerza militar, ni es la primera ciudad que conquistaron los israelitas según Jueces 1, que comienza con la derrota del rey Adoni-Bezec del lugar no identificado «Bezec» (Jueces 1:4-7), tras lo cual supuestamente se tomó y saqueó Jerusalén (Jueces 1:8). 

#### Contradicción hebreo/griega en Jueces 1:18
Según el Texto Masorético (MT) hebreo de Jueces 1:18, «También Judá tomó Gaza con su costa, y Askelón con su costa, y Ecrón con su costa.» (King James Version). Sin embargo, la Septuaginta griega (LXX) traduce Jueces 1:18 como: «Pero Judas no heredó Gaza ni sus tierras, ni Ascalón ni sus tierras, ni Accarón ni sus tierras, ni Azoto ni las tierras de alrededor» (Traducción Septuaginta de Brenton).
Esta contradicción ha desconcertado a los estudiosos, ya que el texto griego no sólo añade Asdod (Azoto) a la lista de ciudades, sino que niega específicamente que los judaítas conquistaran (literalmente «heredaran») estas ciudades, mientras que el texto hebreo afirma que sí lo hicieron.Aunque las traducciones de la Biblia en inglés han seguido generalmente el Texto Masorético al decir que los judaítas tomaron las tres ciudades, algunos eruditos afirman que la versión griega debería considerarse superior si los habitantes de estas cuatro ciudades costeras han de equipararse con «el pueblo de las llanuras» del siguiente Versículo, que repelió a los judaítas gracias a sus carros de hierro.  Por lo tanto, la Septuaginta puede «corregir» el texto hebreo, ya que otras pruebas textuales también parecen indicar que las ciudades no cayeron en manos de los israelitas hasta mucho más tarde. Charles Ellicott señaló que Josefo tenía una solución diferente, afirmando en Antigüedades de los Judíos (volumen 2, párrafo 4) que 'Askelon y Ashdod fueron tomadas en la guerra, pero que Gaza y Ekron escaparon, porque su situación en las llanuras les permitió usar sus carros; sin embargo, en 3, § 1, dice que los cananeos reconquistaron Askelón y Ecrón. '

### Composición e historicidad
David M. Gunn (2005) señaló que los primeros intérpretes judíos y cristianos prestaron poca atención a Jueces 1-2, pero en el siglo XVIII los eruditos habían empezado a considerar un problema las discrepancias entre los libros de Josué y Jueces. Mientras que Josué 10-11 presentaba a los israelitas de Josué unidos como aniquilando completamente a todos los cananeos y capturando o destruyendo todas sus ciudades, Jueces 1 muestra muchas de estas ciudades todavía en pie y habitadas por cananeos que a menudo rechazaban con éxito a varias tribus israelitas.  Por ejemplo, Voltaire (1776), invocando observaciones anteriores hechas por Thomas Woolston, argumentó que o el Libro de Josué o el Libro de los Jueces tenían que ser falsos, ya que 'esta multitud de contradicciones es insostenible'.
George Foot Moore (1895) argumentó que el relato de Jueces 1 sobre la conquista israelita de Canaán era 'de un valor histórico enormemente mayor' que Josué 10-11, ya que una subyugación 'gradual y parcial' de la tierra era coherente con todo lo demás conocido sobre la historia posterior israelita y cananea en los siglos posteriores, mientras que «toda la historia política y religiosa de estos siglos sería ininteligible si imagináramos que comenzó con una conquista de Canaán como la narrada en el Libro de Josué».  G. Ernest Wright (1946) afirmó que, en su época, críticos textuales creían en general que Jueces 1 fue escrito probablemente en su mayor parte en los siglos X o IX a. C. (con el Versículo 1 «Después de la muerte de Josué...» «fue añadido por un editor armonista") y “apoyado por declaraciones en Josué 15-19”, mientras que Josué 10 fue escrito mucho más tarde por el Deuteronomista (c. siglo VI a. C.) y, por tanto, se consideraba poco fiable.  Sin embargo, Wright sostenía que sus colegas habían tachado Josué 10-11 de antihistórico con demasiada facilidad por centrarse en los Versículos 10:40-41: «Sin duda era una exageración decir que todos y cada uno de los habitantes fueron asesinados. (...) Redúzcase la afirmación a la geografía, y todo lo que afirma es que Josué tomó la región montañosa de Judea con el Négueb y Sefela.' También acusó a Moore y a otros eruditos de simplificar en exceso la fiabilidad de Jueces 1, ya que a menudo es fragmentario, contradictorio y 'no está en contradicción tan absoluta con Josué y el punto de vista deuteronómico como tan comúnmente se supone.'
A. Graeme Auld (1998) llegó a la conclusión de que Jueces 1 no era un documento primitivo, sino que se compuso sobre la base de varias notas dispersas por el Libro de Josué, y que el autor atribuye la turbulenta historia de las tribus del norte a sus fracasos durante el período de conquista. Del mismo modo, K. Lawson Younger (1995) argumentó que la composición de Jueces 1 dependía del texto tomado de Josué 13-19 y reutilizado para los propios fines del autor: «Jueces 1 recapitula, refunde y amplía la historia del proceso de toma de posesión de la tierra de Canaán por parte de Israel. Utiliza materiales del libro de Josué (especialmente Josué 13-19) con algunas ampliaciones para reflejar explícitamente el éxito general de Judá y el creciente fracaso de las otras tribus israelitas, especialmente Dan. ' Younger, por lo tanto, advirtió en contra de tomar Jueces 1 como históricamente fiable sólo porque parece más creíble que Josué 10-11, porque Jueces 1 muestra claros signos de tergiversar deliberadamente el material de Josué 13-19 a favor de Judá y José a expensas de las otras tribus israelitas, y atribuye los fracasos de estas últimas a la degeneración moral.  Más recientemente, Koert van Bekkum (2012) argumentó que las pruebas arqueológicas indican que Jueces 1 refleja mejor la realidad histórica y geográfica de Canaán durante los siglos XII-XI a. C., lo que sugiere que el texto conserva recuerdos históricos de este período.

### Posible sesgo pro Judá
Algunos eruditos, como Marc Zvi Brettler, han llegado a la conclusión de que Jueces 1 es projudío redacción de Josué 13-19, pero K. Lawson Younger señaló que incluso Judá es sutilmente criticado en Jueces 1, y el resto del Libro de los Jueces retrata a Judá de la misma manera negativa que todas las demás tribus, y le parecía que los tres primeros capítulos de Jueces son partes integrales del libro que no fueron añadidas por editores posteriores.  Gregory T.K. Wong (2005) montó un argumento contra la evidencia comúnmente citada de una polémica pro-Judá en todos los Jueces, pero Serge Frolov (2007) trató de refutar sus interpretaciones, concluyendo: El capítulo inicial de Jueces presenta a Judá como el único capaz de organizar un esfuerzo bélico exitoso en nombre de todo Israel (...). En resumen, según Jueces Judá está supremamente capacitado para estar al frente de una entidad política que incluye a todas las tribus de Israel, es decir, de la monarquía israelita. Esta postura es a su vez coherente con la filosofía política deuteronomista, que gira en torno a la idea de que sólo la dinastía davídica judaíta tiene derecho a reinar en Israel (2 Samuel 7) y considera al Reino del Norte (cuyo pilar era la casa de José) como una provincia renegada (véase especialmente 2 Reyes 17,2 Reyes 21-2 Reyes 23). '

## Comentarios
Las narraciones sobre la llegada de las tribus israelitas a la tierra de Canaán ofrecen una perspectiva diversa respecto a lo que relata el libro de Josué. Mientras que este enfatiza la unidad del pueblo, la realidad histórica parece apuntar a que las tribus actuaron de forma más independiente, ocupando el territorio de manera gradual y enfrentando constantes dificultades para someterlo por completo. El asentamiento inicial probablemente se dio en zonas rurales y aldeas, y solo después de un tiempo considerable lograron dominar valles fértiles y establecerse en ciudades más grandes.
El libro de los Jueces inicia su relato destacando la tribu de Judá, dada su relevancia al momento de la composición del texto, aunque detalla escasamente su proceso de conquista, limitándose a narraciones anecdóticas como el castigo de Adoní-Bézec y la ocupación de Hebrón, también mencionadas en Josué. Tras describir las acciones de Judá, se menciona que Caleb recibió Hebrón, y se presentan breves referencias sobre las luchas de otras tribus, que tampoco lograron someter plenamente a los cananeos debido a su fortaleza. El texto organiza la enumeración de las tribus siguiendo un eje sur-norte, comenzando con Caleb y Judá, seguido de Benjamín, la Casa de José (Efraím y Manasés) y concluyendo con Dan. Este mismo esquema es usado para estructurar los relatos sobre los jueces: primero Otniel (clan de Caleb), luego Ehud (Benjamín), Débora (Efraím), Gedeón (Manasés), Jefté (Galaad) y finalmente Sansón (Dan).

## Lista de ciudades
'Esto no' es una lista de restos arqueológicos en el Oriente Medio actual. Se trata de una lista específica presente en la Biblia.

### Éxitos
La Tribu de Judá tomó:
- La región montañosa, el Néguev y las estribaciones occidentales (Jueces 1:9; Jueces 1:19).
- Gaza, Ascalón y Ecrón (según el Texto Masorético hebreo de Jueces 1:18, véase más arriba[19])
- Hebrón (Kiriath Arba), donde Caleb expulsa a los tres hijos de Anac (Jueces 1:20)
- Debir (Kiriath Sepher), tomada por Othniel (Jueces 1:11-13)

La Tribu de Simeón junto con la de Judá destruyen:
- Zefat, a la que renombran Hormah (que se traduce como destrucción) (Jueces 1:17)

La Tribus de José (formada por dos «medias tribus»: la Tribu de Efraín y la Tribu de Manasés) tomó:
- Betel, matando a todos los habitantes excepto al hombre y su familia que les mostró cómo entrar en la ciudad (1:22-26).

### Fracasos
Debido a que los habitantes tenían carros de hierro, la Tribu de Judá fracasó en tomar:
- Gaza, Ascalón, Ecrón y Asdod (según la versión griega Septuaginta de Jueces 1:18, véase más arriba[19]).
- Las llanuras (Jueces 1:19)

La Tribu de Benjamín no logró expulsar a los ocupantes de: 
- Jerusalén (también conocido como Jebus) (Jueces 1:21). Sin embargo, Jueces 1:8 informaba de que los judaítas (¿ya?) habían tomado Jerusalén, matado a todos los que estaban dentro y la habían quemado.[14]

La Tribu de Manasés no logró expulsar a los cananeos de: 
- Beit She'an (Jueces 1:27)
- Taanach (Jueces 1:27)
- Dor (Jueces 1:27)
- Ibleam (Jueces 1:27)
- Megido (Jueces 1:27)

La Tribu de Efraín no pudo expulsar a los cananeos de:
- Gezer (Jueces 1:29)

La Tribu de Zabulón no pudo expulsar a los cananeos de:
- Kitrón (Jueces 1:30)
- Nahalol (Jueces 1:30)

La Tribu de Aser no pudo expulsar a los cananeos de:
- Akko (Jueces 1:31)
- Siddón (Jueces 1:31)
- Ahlab (Jueces 1:31)
- Aczib (Jueces 1:31)
- Helbah (Jueces 1:31)
- Aphek (Jueces 1:31)
- Rehob (Jueces 1:31)

La Tribu de Neftalí no pudo expulsar a los cananeos que vivían en: 
- Bet Semes (Jueces 1:33)
- Bet Anat (Jueces 1:33)

La Tribu de Dan fue confinada a la región montañosa por los amorreos y no pudo capturar:
- Monte Heres (Jueces 1:34-35)
- Valle de Ayalon (Jueces 1:34-35)
- Shaalbim (Jueces 1:34-35).